# Paul Meier
Paul Meier (Alemania, 27 de julio de 1971) fue un atleta alemán, especializado en la prueba de decatlón en la que llegó a ser medallista de bronce mundial en 1993.

## Carrera deportiva
En el Mundial de Stuttgart 1993 ganó la medalla de bronce en la competición de decatlón, con 8548 puntos, quedando en el podio tras el estadounidense Dan O'Brien y el bielorruso Eduard Hämäläinen.